# Raad Madschid al-Hamdani

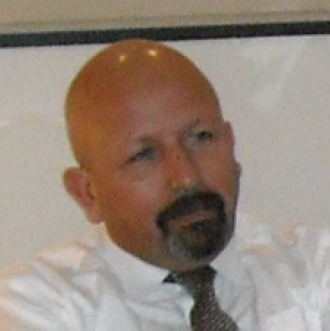
Hamdani (2009)

Raad Madschid Raschid al-Hamdani (arabisch رعد مجيد راشد الحمداني, DMG Raʿd Maǧīd Rāšid al-Ḥamdānī; * 8. November 1951 in Bagdad, Irak) ist ein ehemaliger General der irakischen Republikanischen Garde und war einer der Lieblingsoffiziere von Saddam Hussein.

## Leben
Im Jahr 1970 schloss Hamdani sein Studium an der irakischen Militärakademie in Bagdad ab und erhielt einen BA-Abschluss in Militärwissenschaften. Im Jom-Kippur-Krieg wurde er als Oberleutnant in der 71. Brigade eingesetzt, die Teil der 3. Panzerdivision auf den Golanhöhen war. Nach dem Krieg setzte er sein Studium fort und erwarb von 1978 bis 1980 an der Bakr-Universität einen MA-Abschluss in Militärwissenschaften an der irakischen Stabsakademie.
Während des ersten Golfkrieges diente Hamdani als Stabsoffizier in verschiedenen Panzer- und Aufklärungseinheiten. Später trat er 1982 in die Republikanische Garde ein und war dort von 1987 bis 1989 als leitender Ausbilder tätig. In dieser Zeit nahm er die Söhne von Saddam Hussein, Udai und Qusai, sowie den Sohn von Tariq Aziz als Offiziere in sein Bataillon auf. Dieser Schritt wurde aus politischen Gründen unternommen, um Saddam und Tariq Aziz zu ermöglichen, zu behaupten, dass ihre Söhne im Krieg kämpfen würden. Hamdani erhielt jedoch die Anweisung, keinen der Söhne sterben zu lassen.

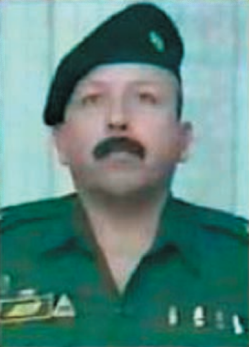
Hamdani als Kommandant

Vor dem Ausbruch des Irakkrieges war Hamdani überzeugt, dass ein Krieg zwischen den Vereinigten Staaten und dem Irak unmittelbar bevorstand. Er versuchte, eine Strategie der partiellen Gewalt anzuwenden. Am 21. August 2002 wurde er von Qusai Hussein auf die Möglichkeit eines Krieges angesprochen. Nachdem Hamdani bestätigte, dass dies möglich sei, erkundigte sich Qusai, wie lange die Republikanische Garde einem Angriff standhalten könne. Hamdani antwortete, dass die Republikanische Garde sechs bis acht Monate einer Invasion standhalten könne, wenn seine Strategie der partiellen Gewalt angewendet würde.
Am 30. Juni 2002 informierte Hamdani den damaligen irakischen Präsidenten Saddam Hussein während eines Treffens über den bevorstehenden Krieg mit den Vereinigten Staaten. Er schlug vor, dass die irakischen Streitkräfte die Strategie der partiellen Gewalt anwenden sollten, um den Verfall des Militärs abzumildern. Obwohl Saddam ihn über 45 Minuten lang aussprechen ließ, waren einige Beamte der Republikanischen Garde und des Verteidigungsministeriums mit seiner Strategie nicht einverstanden, weshalb sie nicht vollständig umgesetzt wurde.
Als Kommandeur des II. Korps der Republikanischen Garde wurde Hamdani die Verantwortung für die Region Kerbela übertragen. Jedoch wurden ihm weitere Einheiten entzogen, nachdem Qusai Hussein glaubte, dass die US-Invasion im Süden eine Finte war. Hamdani protestierte dagegen und argumentierte, dass die US-Truppen Bagdad innerhalb von 48 Stunden erreichen würden, wenn keine sofortige Verstärkung in die Lücke von Karbela geschickt würde, um einen Durchbruch zu verhindern. Seine Vorschläge fanden jedoch kein Gehör.
Hamdani erhielt den Befehl, als Reaktion auf den weiteren Vormarsch der USA einen Gegenangriff zu starten. Dieser Gegenangriff fand in der Nacht vom 2. auf den 3. April statt und wurde mit schweren Verlusten zurückgeschlagen. Am nächsten Morgen führte der Gegenangriff der USA zur vollständigen Zerschlagung der Republikanischen Garde.
Nach der Invasion des Irak wurde die irakische Armee gemäß dem Befehl Nr. 2 der provisorischen Koalitionsbehörde aufgelöst. Hamdani gehörte nun nicht mehr dem irakischen Militär an und wurde von den Koalitionstruppen von allen politischen Verbrechen freigesprochen. Aufgrund seiner früheren Zugehörigkeit zur sunnitischen Armee und seiner Verbindungen zur ehemaligen Baath-Regierung wurde Hamdani jedoch zum Ziel schiitischer Milizen. Infolgedessen floh er zusammen mit etwa 2 Millionen anderen Irakern aus dem Land.
Hamdani ließ sich in Amman nieder und arbeitet dort in der Militärakademie. Nach dem Krieg gründete er die Vereinigung ehemaliger Offiziere der irakischen Streitkräfte, deren Vorsitzender er derzeit ist. Er setzt sich dafür ein, ehemalige Offiziere der irakischen Armee in die neuen Streitkräfte zu integrieren. Im Jahr 2009 stand er immer noch in Kontakt mit der irakischen Baath-Partei, deren Vertreter ihm gegenüber ihre Zustimmung zu seiner Arbeit zur Wiedereingliederung ehemaliger Mitglieder des Baath-Regimes in den neuen Irak bekundeten. Hamdani behauptete auch, direkte Kontakte zu Mohammed Yunis al-Ahmed zu haben, dem Rivalen von Izzat Ibrahim ad-Duri um den Parteivorsitz. Er betonte jedoch, dass er nur ehemalige Militärangehörige vertrete und dass die Regierung mehr Zugeständnisse machen müsse, um die ehemaligen Baathisten wieder einzugliedern. Mohammed Salman al-Saady, Berater von Maliki für Versöhnung, behauptete, dass die Gespräche mit Hamdani ins Stocken geraten seien, da Hamdanis Forderungen im Widerspruch zur Regierungspolitik standen.

## Privatleben
Hamdani, ein in Bagdad geborener sunnitischer Muslim, ist ein säkularer Mensch, der für seinen Sinn für Humor und seine kosmopolitische Einstellung bekannt ist. Obwohl er Englisch lesen kann, beherrscht er die Sprache nicht fließend. Seit 2009 lebt er in Amman, Jordanien, und wurde im selben Jahr für das Projekt für irakische Perspektiven interviewt. Während des Iran-Irak-Krieges hatte er eine enge Beziehung zu Qusai Hussein, der in seinem Bataillon diente. Hamdani glaubt, dass diese Beziehung ihn in den 1990er Jahren vor dem Gefängnis bewahrte und ihm half, als er Ratschläge gab, die im Widerspruch zu Saddams Ansichten standen.
Im Jahr 1992 erwarb er seinen Doktortitel in Militärwissenschaften am Irakisches Kriegskolleg. Darüber hinaus trat Hamdani in einer historischen Fernsehsendung für RT Arabic auf, in der er in Episoden über den Jom-Kippur-Krieg, den Golfkrieg und die Invasion des Irak im Jahr 2003 auftrat. Im Jahr 2007 veröffentlichte er seine Memoiren mit dem Titel Bevor die Geschichte uns verlässt. Darüber hinaus ist er auch in der LOOKSfilm/Lagardère Studios-Dokumentarserie Zeitalter der Panzer zu sehen.